# Чеченці в Сирії
Чеченці в Сирії — чеченська діаспора, що склалася внаслідок переселення чеченців до Сирії під час двох масових міграцій.

## Історія
Перша хвиля переселення проходила 1865 року. За даними А. Берже, в її результаті в 1871 на території Сирії проживало 1200 чеченських сімей. Однак згодом це число сильно скоротилося через епідемії тифу і малярії. Нині у 6 населених пунктах Сирії живе приблизно 2 тисячі чеченців, які є нащадками першої хвилі мігрантів.
За рахунок нових переселенців чеченських діаспора розросталася. Основний приріст стався 1912 року, коли відбулося особливо масштабне переселення. Прибулі були розселені в районі Голанських висот і в місті Ель-Кунейтра.
У 1967 році, в результаті Шестиденної війни, населення з цих районів було вигнано ізраїльськими військами; серед жителів, що втратили дах, були і чеченці, які населяли на той час не менше 10 селищ. Біженці були змушені розселитися у великих містах на зразок Дамаска, де вони поступово асимілювалися і втратили рідну мову. Попри це вони продовжують усвідомлювати себе чеченцями. Одним із представників цієї хвилі переселенців був покійний вчений і поет Даїб Ваппі.